# Podoribates artilamellatus
Podoribates artilamellatus är en kvalsterart som först beskrevs av Ewing 1909.  Podoribates artilamellatus ingår i släktet Podoribates och familjen Mochlozetidae. Inga underarter finns listade i Catalogue of Life.